# Witold Meres
Witold Meres (ur. 12 kwietnia 1950 w Krakowie) – polski tenisista, medalista mistrzostw Polski, reprezentant kraju w Pucharze Davisa.

## Kariera tenisowa
Meres w latach 1959–1963 był członkiem Cracovii. W latach 1967–1968 był jednym z najlepszych polskich juniorów. Zdobywał wtedy tytuły mistrza Polski juniorów w konkurencjach gry pojedynczej i gry mieszanej. W 1967 roku pokonał w finale mistrzostw kraju Mirosław Chmelę 6:4, 4:6, 6:2, a rok później zwyciężył w meczu mistrzowskim z Jackiem Niedźwiedzkim 5:7, 6:1, 6:2. W latach 1967–1968 w finałach miksta Meres również triumfował – najpierw w parze z Ewą Garbacz wygrali z Krystyną Pilżyc i Niedźwiedzkim 10:8, 6:4, w następnym roku natomiast pokonał ten sam duet razem z Jolantą Rozalą, tym razem 6:4, 5:7, 7:5. W 1968 roku osiągnął także finał gry podwójnej, lecz wspólnie z Bogdanem Rogulskim nie sprostali deblowi Jerzy Lewandowski–Niedźwiedzki, przegrywając 3:6, 7:9. Po tych sukcesach przerwał karierę zawodową na pięć lat, skupiając się na ukończeniu studiów.
Witold Meres czterokrotnie zostawał narodowym mistrzem Polski. Jedyny finał w singlu osiągnął w 1978 roku, a pokonał w nim Henryka Drzymalskiego 6:3, 6:3, 7:5. W deblu razem z Drzymalskim triumfowali w latach 1981–1982, odpowiednio pokonując w meczach mistrzowskich Janusza Czobę i Czesława Dobrowolskiego 8:6, 7:5 oraz Aleksandra Harasyma i Marka Królickiego 6:2, 6:2. W grze mieszanej został mistrzem w 1980 roku, gdy w parze z Jolantą Rozalą okazali się lepsi od miksta Wanda Diłaj–Janusz Gąsior, kończąc mecz wynikiem 2:6, 6:3, 9:7. Ponadto z Rozalą zostali wicemistrzami kraju w 1978 roku, tym razem przegrywając w jedynym rozgrywanym secie 3:6 z Danutą Szwaj i Drzymalskim.
Pierwszy medal halowych mistrzostw Polski wywalczył już w 1969 roku w deblu. W parze z Adamem Nowakiem przegrali 3:6, 9:11 z Piotrem Jamrozem i Józefem Orlikowskim. Jedyny finał gry pojedynczej zanotował w 1979 roku; przegrał w nim 3:6, 2:6 z Drzymalskim. Pierwszy i jedyny złoty medal zdobył natomiast w 1982 roku, kiedy wspólnie z Drzymalskim pokonali 6:3, 6:4, 6:4 parę Robert Brzozowski–Mirosław Najfeld w meczu mistrzowskim rozgrywek gry podwójnej.
W karierze seniorskiej reprezentował klub Nadwiślan Kraków. W 1982 roku Nadwiślan z Meresem w składzie został drużynowym mistrzem Polski.
W końcoworocznej klasyfikacja Polskiego Związku Tenisowego najwyżej sklasyfikowany był na drugim miejscu w 1978 roku.
W turniejach Wielkiego Szlema i zawodach organizowanych przez Association of Tennis Professionals nigdy nie występował. Pod koniec kariery został reprezentantem Polski w rozgrywkach Pucharu Davisa. Wystąpił w jednej konfrontacji – przegranej 2:3 z Marokiem w Casablance w 1982 roku. Odniósł wówczas jedno zwycięstwo, pokonując 6:4, 4:6, 6:4, 3:6, 6:4 Mohammeda Dlimiego. W dwóch meczach przegrał – najpierw w spotkaniu deblowym, w którym razem z Henrykiem Drzymalskim ulegli parze Omar Laimina–Houcine Saber 7:9, 2:6, 7:5, 3:6, a następnie w singlu, kończąc pojedynek z Laiminą 8:6, 3:6, 6:8, 2:6. W latach 1985–1987 był kapitanem polskiej reprezentacji.
Meres w trakcie swojej kariery zwyciężał z czołowymi tenisistami świata: Wojciechem Fibakiem, Władimirem Korotkowem, Adriano Panattą, Raúlem Ramírezem, Balázsem Taróczym. Wśród zawodników polskich z Fibakiem przegrał raz, a z Niedźwiedzkim – nigdy.
Jego trenerami byli m.in. Witold Baran, Tadeusz Kaszyński, Adam Nowak i Zbigniew Bełdowski.

## Kariera trenerska
Po ukończeniu studiów magisterskich na Politechnice Krakowskiej (1976) został trenerem na Akademii Wychowania Fizycznego w Warszawie (1977). W latach 1978–1983 i 1989–1993 był natomiast trenerem w Nadwiślanie Kraków.
W 1979 roku uzyskał stypendium i odbył staż w amerykańskiej szkole tenisowej Welby’ego Van Horna, a rok później odbywał staż u Harry’ego Hopmana.
W latach 1981–1983 – pracował jako trener pomagający kadry narodowej, w latach 1984–1987 natomiast był głównym trenerem kadry. W 1991 roku współpracował z Magdaleną Mróz, w latach 1992–1995 był trenerem Magdaleny Grzybowskiej – obie tenisistki zdobywały mistrzostwo Polski.
W 1993 roku trenowana przez Meresa kadra juniorek osiągnęła drugie miejsce w drużynowych mistrzostwach świata, rok później zaś zawodniczki zajęły trzecie miejsce. W 1997 roku pracował z Aleksandrą Olszą, a w 1998 roku był trenerem Nadieżdy Pietrowej, mistrzyni juniorskiego French Open 1998.
W latach 1999–2004 trenował kadrę narodową i paraolimpijską w tenisie na wózkach – Tadeusz Kruszelnicki znalazł się wówczas w czołowej dziesiątce rankingu, a kadra mężczyzn zdobyła srebrny i brązowy medal drużynowych mistrzostw świata.
Prowadził kursy trenerskie i instruktorskie.

## Życie prywatne
Jego syn Paweł również był tenisistą, finalistą mistrzostw Polski juniorów w grze podwójnej w 1990 roku, członkiem narodowej kadry juniorów, a po wyjeździe do Stanów Zjednoczonych został trenerem tenisa.

## Odznaczenia
Za osiągnięcia sportowe i zasługi dla rozwoju ruchu olimpijskiego został odznaczony w 2001 roku Srebrnym Krzyżem Zasługi.